# Котосиронуси
Котосиронуси (яп. 事代主神), также известный как Яэкотосиронуси-но ками (яп. 八重言代主神) — синтоистское божество.
В «Кодзики» Котоширонуси — сын Окунинуси, земного божества провинции Идзумо. Когда небесные божества послали Такэмикадзути завоевать Идзумо, Окунинуси отложил решение о сопротивлении своим двум сыновьям. Котоширонуси, который ловил рыбу во время прибытия Такемикадзути, согласился принять власть небесных богов, сдал своё копье и покинул Идзумо. Его брат Такеминаката сразился с Такэмикадзути и потерпел поражение.
Котоширонуси — главное божество храма Асука, связанное с богом Эбису. В мифологии он был советником императрицы Дзингу во время её вторжения в Корею и был одним из восьми божеств, которым было поручено защищать императорский двор. Его дочь Химе-Татара-Исудзу-Химэ стала супругой императора Дзимму.